# لويس بلايني هيرشي
لويس بلايني هيرشي (بالإنجليزية: Lewis Blaine Hershey)‏ هو مدرس أمريكي، ولد في 12 سبتمبر 1893 في مقاطعة ستوبين في الولايات المتحدة، وتوفي في 20 مايو 1977 في أنغولا في الولايات المتحدة.

## وصلات خارجية
- لويس بلايني هيرشي على موقع إن إن دي بي (الإنجليزية)